# Parapleminia infumata
Parapleminia infumata är en insektsart som först beskrevs av Brunner von Wattenwyl 1895.  Parapleminia infumata ingår i släktet Parapleminia och familjen vårtbitare. Inga underarter finns listade i Catalogue of Life.